# Harry Potter and the Order of the Phoenix (игра)
Harry Potter and the Order of the Phoenix (с англ. — «Гарри Поттер и Орден Феникса») — компьютерная игра в жанре экшен-адвенчуры (с открытым игровым миром), разработанная британской компанией EA Bright Light и изданная Electronic Arts в 2007 году; базируется на книге писательницы Дж. К. Роулинг, а её выход приурочен к премьере одноимённого кинофильма. Выпущена на персональном компьютере, Mac и всех основных, на тот момент, приставках. В России изданием занималась компания «СофтКлаб».

## Игровой процесс
Игра представлена в жанре экшен-адвенчуры (приключенческой игры) с открытым игровым миром.

### Игровая локация и мир игры
Несмотря на то, что в некоторых предыдущих играх серии была возможность свободного передвижения по замку, в данной части ограничений в игровом процессе стало ещё меньше; игрок может свободно перемещаться по локации — игровой территории (локация игры представляет собой замок Хогвартс и небольшую часть его окрестностей, включающую совятник (расположенный за Хогвартсом), часть Запретного леса и находящуюся неподалёку хижину Хагрида).
«Живые» портреты различных личностей, висящие на стенах, облегчают перемещение по территории школы, тем, что через них можно своего рода трансгрессировать — зайти в одном месте, а выйти в другом. Для этого надо узнать пароль к перемещению через картину, выполнив задание, которое даст портрет.  (Данная особенность является задумкой авторов игры; ни в книге, ни в фильме она не показана).
Карта Мародёров с подробными схемами замка, позволяет узнать путь к разным местам и помещениям Хогвартса: устанавливая отметку в нужном месте на карте, прозрачные шаги, появляющиеся перед Гарри, могут указать направление к требуемому месту.
Несмотря на то, что в свободной игре нет динамической смены времени суток, некоторые основные сюжетные задания происходят и в ночное время; также в некоторых эпизодах действие выходит за пределы Хогвартса (например, персонажи посещают в определённых главах Министерство магии, дом семейства Блэков, дом семьи Уизли — показан в начале игры).

### Задания и другие особенности
Предложены разные задания — второстепенные и основные, основные задания следуют сюжету книги и фильма, второстепенные же можно выполнить в несколько вольном порядке; в то же время, когда основное задание не начато, игрок волен перемещаться по местности свободно по своему усмотрению.
Занимаясь исследованиями, игрок может колдовать, взаимодействуя с различными предметами (поднимать их в воздух, решать небольшие головоломки) и другими персонажами (например, можно вызвать кого-либо из учеников школы на дуэль). Также с любым персонажем можно пообщаться, подойдя к нему и нажав клавишу Enter.
Предложено несколько мини-игр, в которые Гарри может поиграть вместе с другими школьниками: «Взрыв-кусачка», «Плюй-камень» и др.
После прохождения сюжета игра не завершается, игрок может проходить оставшиеся второстепенные задания, играть в мини-игры и исследовать мир.
В игре симулируется жизнь обитателей школы; так, школьники общаются друг с другом, играют в игры, прогуливаются по школе, ссорятся. Возможно повстречать учителей, которые занимаются своими делами.

### Заклинания
Различные заклинания, представленные в игре, выполняются при помощи жестов мышью (в ПК-версии). В некоторых заданиях Гарри обучают заклинаниям другие персонажи; после того как заклинание будет изучено, необходимый жест мыши можно увидеть в меню игры.
Список заклинаний включает в себя несколько общих заклинаний, таких как: Депульсо (отталкивающие чары), Акцио (манящие чары), Вингардиум Левиоса (заклинание левитации, поднимает в воздух предметы), Репаро (позволяет чинить предметы), Редукто (разбивает предметы на части), Инсендио (поджигает предмет); и несколько боевых и защитных заклинаний — Остолбеней (оглушает врага), Риктусемпра (выводит врага из строя при помощи щекотки), Экспеллиармус (обезоруживает врага), Протего (отражает заклинание врага), Левикорпус (поднимает врага в воздух), Петрификус Тоталус (обездвиживает врага), Экспекто Патронум (вызывает патронуса).
В версии игры для приставок GameBoy Advance и Nintendo DS есть также заклинания: Флипендо (отталкивает предмет), Вентус (вызывает порыв ветра), а в версии для PSP реализованы заклинания Протего дуо (двойная защита), Остолбеней дуо (двойное заклинание оглушения) и Фините инкантатем (удаляет эффект других заклинаний).

### Персонажи
Управление в игре ведётся главным героем — Гарри Поттером, однако в нескольких эпизодах управление переходит к Сириусу Блэку, Альбусу Дамблдору и Фреду и Джорджу Уизли. Когда игра ведётся Гарри, его сопровождают друзья — Рон Уизли и Гермиона Грейнджер (тем не менее, во время некоторых заданий они оставляют Гарри одного).
Также в игре показаны все ключевые персонажи книги и фильма, включая семейство Уизли, полный преподавательский состав Хогвартса, главных приведений замка, пожирателей смерти; присутствуют также многочисленные картины с «живыми» обитателями и каменные гаргульи.

## Сюжет
Сюжет игры следует сюжету одноимённых книги и фильма.
Игра начинается с разговора Дадли и его друзей с Гарри Поттером, почти полностью повторяющего диалог из фильма. Первой возможностью управлять персонажем является битва Гарри с дементорами в тоннеле.
Далее Гарри попадает на Площадь Гриммо, 12. Здесь он помогает Джинни и Гермионе в уборке дома и вещей Рона, а его крёстный отец Сириус Блэк напоминает ему, как действуют заклинания Депульсо, Вингардиум Левиоса, Репаро и Акцио (данный эпизод призван обучить игрока принципам колдовства в игре).
После всех сборов Гарри едет в Министерство магии на слушание дела о неправомерном использовании колдовства (попытка спасти Дадли от неожиданно и непонятно каким образом появившихся дементоров привела к тому, что Гарри прислали повестку о незаконном применении магии в присутствии магла, несмотря на то, что Гарри сделал это в целях самообороны).
Следующий эпизод переносит игрока в Хогвартс — основное место действия игры. Хогвартс предлагает множество второстепенных заданий и основные, сюжетные задания: для начала Гарри собирает Отряд Дамблдора — необходимо разыскать каждого члена отряда, причём периодически задание разветвляется, предлагая выполнить в разном порядке несколько поручений членов Отряда; нужно помочь братьям Уизли спрятать хлопушки (готовится бунт в школе против Долорес Амбридж, нового школьного инспектора), поймать сову для Чжоу, выкрасть зелье из кабинета Амбридж, накормить Фестралов, поставить на место все кубки в зале наград и починить витрины, спасти одну из учениц от слизеринцев.
По мере прихода в Выручай-комнату найденных членов ОД, Гарри с помощью Гермионы преподаёт защиту от тёмных искусств, обучая членов Отряда новым заклинаниям. Некоторые новые заклинания Гарри узнает от Фреда и Джорджа Уизли, на одной из площадок у замка, после нескольких попыток там же происходит сражение со слизеринцами.
После сна Гарри, в котором он видит нападение на отца Рона, возникает необходимость в тренировке навыков окклюменции — уроки по защите сознания преподает Северус Снегг. Кроме того, в одном из последующих эпизодов игры Гарри отправляется встречать Рождество к Сириусу; в доме Блэков игроку нужно будет выполнить несколько заданий, включая уборку дома перед рождеством (Гарри вместе с Джинни находит пропавшие вещи и узнаёт про семью Сириуса).
После возвращения от Сириуса, в Выручай-комнате Гарри показывает членам ОД заклинание патронуса, и в этот же момент Амбридж взрывает стену. Амбридж усиливает власть над замком, Альбус Дамблдор внезапно исчезает, а далее сюжет игры приводит к хижине Хагрида, которую поджигают Драко Малфой с компанией слизеринцев. После потасовки со слизеринцами Гарри помогает друзьям в организации бунта против Амбридж — при помощи приспособлений, приготовленных близнецами Уизли, Гарри, Рон, Гермиона, Полумна и другие члены ОД вредят Амбридж: разворачивают портативные болота, уничтожают громкоговорители, переправляют фокусы Уизли из совятника, ломают часы… Управляя братьями Уизли, игрок — в качестве протеста против «режима Амбридж» — взрывает фейерверки на территории замка.
После взрыва самой большой хлопушки, следуя сюжету фильма, Гарри видит, как Волан-де-Морт пытает Сириуса и вместе с друзьями спешит в министерство Магии, чтобы спасти его. Здесь предоставляется возможность управлять Сириусом Блэком во время схватки с Беллатрисой Лестрейндж и Люциусом Малфоем. После смерти крёстного Гарри бежит за Беллатрисой и встречает Волан-де-Морта, но тут появляется Дамблдор, за которого предстоит играть.
После окончания сюжетной линии игра вновь переносится в Хогвартс — Гарри помогает Полумне собрать вещи (которые украли слизеринцы и разбросали по замку), выполняет второстепенные задания.

## Разработка

Гарри путешествует по замку.

Игра «Гарри Поттер и Орден Феникса» стала четвёртой игрой о Гарри Поттере для компании EA Bright Light (до неё компания создала «Гарри Поттер и Узник Азкабана» (версия для игровых консолей), «Гарри Поттер и Кубок огня», и отдельную часть — Quidditch World Cup).
Впервые в серии авторы делали приключенческую игру с большим открытым миром, особенное внимание было уделено возможности передвигаться по миру без дополнительных подгрузок. Технологической базой игры стал игровой движок RenderWare одной из последних на тот момент версий. Используется физический движок Havok.

### Проектирование замка
Создавая игру по пятой части книги, разработчики проходили этап тщательного планирования — супервайзер компьютерной графики (англ. CG Supervisor) Уэйн Стейблс (англ. Wayne Stables) рассказывает, что, делая виртуальный Хогвартс, авторы просмотрели все наработки по этой теме, сделанные в предыдущих играх о Гарри Поттере.
Арт-директор Келвин Тьюит (англ. Kelvin Tuite) говорит, что перед воссозданием замка в виртуальном пространстве авторы сделали планы и наброски, руководствуясь заметками, взятыми у Джоан Роулинг, а также описаниями замка, всех помещений и прилегающих территорий, найденными в книгах о Гарри Поттере. Кроме того, дизайн многих помещений в точности соответствует показанным помещениям в фильмах серии, при создании авторы руководствовались кадрами и материалами из фильма.
В результате, замок в пятой части превосходит замки Хогвартс, которые были сделаны в предыдущих играх серии по своим размерам (и был создан заново), являя собой локацию очень больших размеров; были смоделированы не только комнаты и помещения Хогвартса, где по сюжету игры происходят эпизоды, но и десятки второстепенных помещений, а также окрестности, в том числе озеро у замка и некоторая часть леса.
В дальнейшем, в игре по шестой части, разработчики ещё больше расширили территорию, добавив путь к стадиону по квиддичу и сам стадион. Похожим образом позднее поступили разработчики игры Hogwarts Legacy 2023 года, создав локацию, максимально приближенную к декорациям фильма.

### Озвучивание
При озвучивании персонажей были привлечены некоторые актёры, сыгравшие свои роли в одноимённом фильме, включая ключевых персонажей (Руперт Гринт в роли Рона Уизли, Бонни Райт в роли Джинни, Оливер и Джеймс Фелпс в роли Фреда и Джорджа Уизли).
Внешний вид персонажей был смоделирован с внешнего вида актёров фильма. «СофтКлаб», издававшая в России игру, также привлекла к озвучиванию часть актёров, которые работали над дубляжом киноленты.

### Различия между версиями для разных платформ
Между версиями игры для разных платформ существует ряд различий. (Тем не менее, как и в четвёртой части, все версии в целом схожи; до четвёртой части почти каждая платформа, на которой была выпущена игра, получала свой вариант игры).
Помимо изменённого для разных версий управления и графики (наиболее высокий уровень графики, аналогичный версиям для PlayStation 3 и Xbox 360, но с возможностью установить любое разрешение экрана и более продвинутыми графическими настройками, демонстрирует PC-версия), версии для Xbox 360, PS3, PS2, PSP, Wii, ПК, Mac аналогичны (тем не менее, в версии для PSP нет некоторых глав, которые присутствуют в версиях для «больших» устройств).
Игра для карманных приставок GameBoy Advance и Nintendo DS максимально похожа стилистически на версию для других платформ, но отличается графикой (она упрощена ввиду особенностей приставок) и меньшими размерами локации (так, в версии для GBA нет лодочного сарая). Отличается и набор заклинаний: заклинание «Флипендо» присутствует в игре для GBA и NDS, но отсутствует в играх для всех других платформ; заклинание «Stupefy Duo» («Остолбеней» удвоенной силы) есть только в версии для PSP.

## Рецензии и оценки
| Сводный рейтинг    | Сводный рейтинг | Сводный рейтинг | Сводный рейтинг | Сводный рейтинг | Сводный рейтинг | Сводный рейтинг | Сводный рейтинг | Сводный рейтинг |
| Издание            | Оценка          | Оценка          | Оценка          | Оценка          | Оценка          | Оценка          | Оценка          | Оценка          |
| Издание            | DS              | GBA             | PC              | PS2             | PS3             | PSP             | Wii             | Xbox 360        |
| ------------------ | --------------- | --------------- | --------------- | --------------- | --------------- | --------------- | --------------- | --------------- |
| GameRankings       | 49,88 %         | N/A             | 63,25 %         | 65,29 %         | 67,03 %         | 57,33 %         | 70,50 %         | 68,98 %         |
| Metacritic         | 51/100          | 50/100          | 63/100          | 61/100          | 67/100          | 52/100          | 69/100          | 68/100          |
| Иноязычные издания |                 |                 |                 |                 |                 |                 |                 |                 |
| Издание            | Оценка          | Оценка          | Оценка          | Оценка          | Оценка          | Оценка          | Оценка          | Оценка          |
| Издание            | DS              | GBA             | PC              | PS2             | PS3             | PSP             | Wii             | Xbox 360        |
| 1UP.com            | N/A             | N/A             | N/A             | N/A             | B+              | N/A             | B+              | B+              |
| Eurogamer          | N/A             | N/A             | N/A             | N/A             | N/A             | N/A             | N/A             | 5/10            |
| Game Informer      | N/A             | N/A             | N/A             | N/A             | 6,5/10          | N/A             | 6,5/10          | 6,5/10          |
| GamePro            | N/A             | N/A             | N/A             | N/A             | N/A             | N/A             | 3,25/5          | N/A             |
| GameRevolution     | N/A             | N/A             | N/A             | C−              | C−              | N/A             | C−              | C−              |
| GameSpot           | 5/10            | 5/10            | 5/10            | 5/10            | 5/10            | 5/10            | 5/10            | 5/10            |
| GameSpy            | 1,5/5           | N/A             | N/A             | N/A             | 4/5             | 2/5             | 4/5             | 4/5             |
| GameTrailers       | N/A             | N/A             | N/A             | N/A             | 8/10            | N/A             | N/A             | 8/10            |
| GameZone           | 5,3/10          | N/A             | N/A             | N/A             | 8/10            | 6,8/10          | 8/10            | 7,8/10          |
| IGN                | 6/10            | N/A             | 7,3/10          | 7/10            | 7,6/10          | 5,5/10          | 7,8/10          | 7,6/10          |
| Nintendo Power     | 7/10            | N/A             | N/A             | N/A             | N/A             | N/A             | 7/10            | N/A             |
| OXM                | N/A             | N/A             | N/A             | N/A             | N/A             | N/A             | N/A             | 7,5/10          |
| PC Gamer (US)      | N/A             | N/A             | 59 %            | N/A             | N/A             | N/A             | N/A             | N/A             |

Игра в целом получила смешанные отзывы.